# Hans Kurzweil
Hans Kurzweil (* 26. August 1942 in Graz; † 4. Juli 2014 in Emskirchen) war ein deutscher Mathematiker, der sich mit Algebra (besonders der Theorie Endlicher Gruppen und der Kodierungstheorie) befasste. 
Er war Professor für Mathematik an der Friedrich-Alexander-Universität Erlangen-Nürnberg.

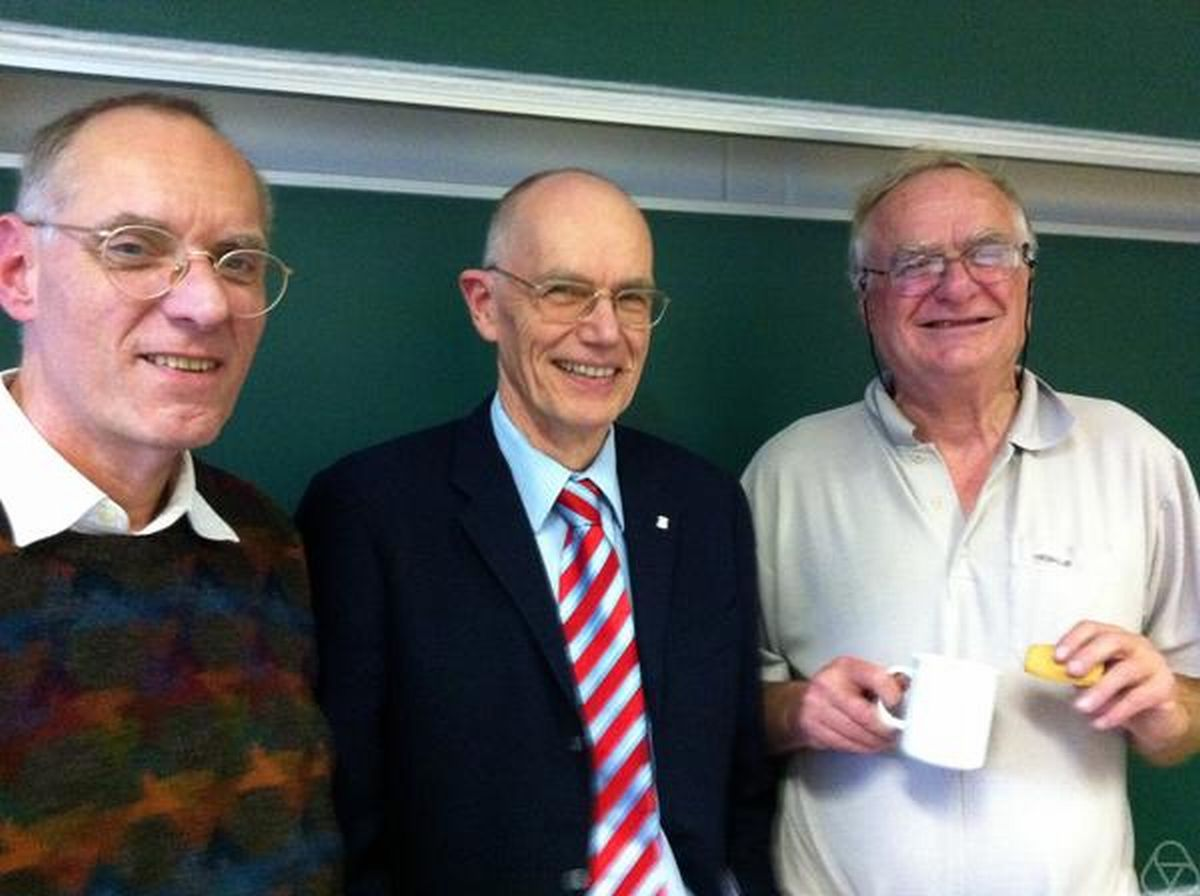
Von links: Gernot Stroth, Ulrich Dempwolff, Hans Kurzweil 2010

Kurzweil wurde 1968 bei Reinhold Baer an der Goethe-Universität Frankfurt am Main promoviert (Endliche Gruppen mit einem Automorphismus, dessen Fixpunktgruppe eine Sylowturmgruppe ist).

## Schriften
- Endliche Gruppen: Eine Einführung in die Theorie der endlichen Gruppen, Springer Verlag 1977
- mit Bernd Stellmacher: Theorie der endlichen Gruppen. Eine Einführung, Springer-Verlag 1998, ISBN 3-540-60331-X  (Englische Übersetzung 2004)
- Endliche Körper: Verstehen, Rechnen, Anwenden. Springer Verlag, 2. Auflage 2008, ISBN 978-3-540-795971